# Christian Social Action Centre

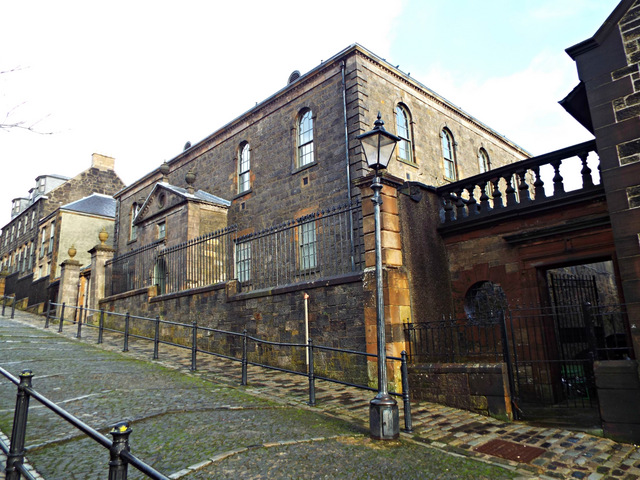
Christian Social Action Centre

Das Christian Social Action Centre ist ein ehemaliges Kirchengebäude in der schottischen Stadt Paisley in der Council Area Renfrewshire. 1971 wurde das Bauwerk in die schottischen Denkmallisten in die höchste Denkmalkategorie A aufgenommen. Außerdem bildet es zusammen mit der Paisley High Church und weiteren Bauwerken ein Denkmalensemble der Kategorie A. Das Gebäude wurde zwischenzeitlich profaniert und dient nicht mehr kirchlichen Zwecken.

## Beschreibung
Das rechteckige Gebäude liegt an der Sackgasse Church Hill im Stadtzentrum unweit der Paisley High Church. Es wurde zwischen 1779 und 1781 nach einem Entwurf des Architekten Samuel Henning erbaut. 1884 wurde der Innenraum umgestaltet und schließlich 1981 unterteilt. Das Mauerwerk besteht aus behauenem Bruchstein und ist mit abgesetzten Ecksteinen verziert. Der Eingang befindet sich an einem hervorspringenden Gebäudeteil an der westexponierten Frontseite. Oberhalb des Rundbogenportals mit abgesetztem Schlussstein tritt ein Dreiecksgiebel mit Ochsenauge leicht hervor. Beiderseits dieses Gebäudeteils sind jeweils zwei Rundbogenfenster angeordnet. Die Fenster entlang der Gebäuderückseite sind auf fünf vertikalen Achsen angeordnet. An der Südseite flankieren zwei Rundbogenfenster eine mittige Türe. Im Obergeschoss sind weitere vier Fenster symmetrisch verteilt. An der Nordseite geht ein zweistöckiger Flügel ab, der wiederum mit einstöckigen Flügeln abschließt. Auf dem Gebäude sitzt ein schiefergedecktes Plattformdach.